# 阿杏园蛛
阿杏园蛛（Araneus alsine）是圆蛛科中的一種蜘蛛。 

## 分佈
该物种分佈於古北界（欧洲、土耳其、高加索、俄罗斯、哈萨克斯坦、日本）。 

## 栖息地
这些蜘蛛喜欢潮湿的环境。它们主要栖息於森林、有桦树和石南花的沼泽地、潮湿的草地。 